# 伊牟田大
伊牟田 大（いむた だい、1月5日 - ）は、日本の男性声優。以前は三木プロダクションに所属していた。愛知県出身。

## 出演作品

### テレビアニメ
2006年
- ルパン三世 セブンデイズ・ラプソディ（マフィアB）

2007年
- ルパン三世 霧のエリューシヴ

2008年
- ルパン三世 sweet lost night 〜魔法のランプは悪夢の予感〜

2010年
- ルパン三世 the Last Job（警官B）

### OVA
2008年
- COBRA THE ANIMATION（トゥー、子分）
- ルパン三世 GREEN vs RED（バイト君）

### ゲーム
2010年
- ルパン三世 史上最大の頭脳戦（レポーター、警官隊）

### 吹き替え
- アンディ・ラウの獄中龍
- インナーウォーズ
- WITHOUT A TRACE/FBI 失踪者を追え!3（フェリス）
- エニグマ奪還
- エネミー・フォース 限界空域
- エンド・オブ・オール・ウォーズ
- 九龍帝王 ゴッド・オブ・クーロン
- ディレイルド 暴走超特急
- 裸足の1500マイル
- ライブ・フロム・バグダッド 湾岸戦争最前線
- レッドナイト